# Stipa apertifolia
Stipa apertifolia là một loài thực vật có hoa trong họ Hòa thảo. Loài này được Martinovský miêu tả khoa học đầu tiên năm 1967.